# Gare de Weil am Rhein Ost
La gare de Weil am Rhein Ost est une gare située à Weil am Rhein, dans le Bade-Wurtemberg.

## Situation ferroviaire
La gare est située au point kilométrique (PK) 2,495 de la ligne de Weil am Rhein à Lörrach (Gartenbahn).